# Viadotto Sicilia
Il viadotto Sicilia è un viadotto autostradale italiano, posto sull'autostrada A19 (strada europea E90) nel territorio comunale di Termini Imerese.
Il ponte, che attraversa la valle del fiume San Leonardo, costituisce l'opera d'arte più impegnativa dell'autostrada Palermo-Catania.

## Storia
Il ponte venne progettato dall'ingegner Giorgio Belloni e costruito dall'impresa Grassetto per conto dell'ANAS.
I lavori ebbero inizio nell'ottobre 1968 e si conclusero nel maggio 1970.

## Caratteristiche
Il ponte attraversa il vallone del fiume San Leonardo, caratterizzato da una notevole instabilità dei terreni, sia sul fondovalle (detriti e sedimenti di origine alluvionale) sia sui fianchi; per tale motivo venne prescelta una soluzione statica basata su una pila centrale che regge l'intero peso della struttura, con due sbalzi laterali allungati fino a toccare le due spalle.
Il ponte risultò lungo 210 m, con due luci simmetriche di 100,50 m.
La pila, che ha dimensioni in pianta di 8 × 11,50 m, poggia su un plinto gettato in parte su uno strato solido di calcare dolomitico, e in parte (lato fiume) su detriti alluvionali rinforzati da pali di fondazione.
I due sbalzi, simmetrici, sono costituiti da due travi scatolari in calcestruzzo armato precompresso sistema Dywidag; esse sostengono l'impalcato, largo 23 m, che ospita le carreggiate. L'altezza del viadotto è di 95,85 m.